# Soresina
Soresina là một đô thị ở tỉnh Cremona, vùng Lombardia của Italia, có vị trí cách khoảng 60 km về phía đông nam của Milan và khoảng 25 km về phía tây bắc của Cremona. Tại thời điểm ngày 31 tháng 12 năm 2004, đô thị này có dân số 8.928 người và diện tích là 28,5 km².
Đô thị Soresina có các frazioni (đơn vị trực thuộc, chủ yếu là các làng) Olzano, Moscona, Dossi Pisani, và Ariadello.
Soresina giáp các đô thị: Annicco, Cappella Cantone, Casalmorano, Castelleone, Cumignano sul Naviglio, Genivolta, Trigolo.

## Notable people born in Soresina
- Francesco Bissolotti